# Acridocarpus macrocalyx
Acridocarpus macrocalyx är en tvåhjärtbladig växtart som beskrevs av Adolf Engler. Acridocarpus macrocalyx ingår i släktet Acridocarpus och familjen Malpighiaceae. Inga underarter finns listade i Catalogue of Life.